# All-Ireland Senior Hurling Championship 1893
L'All-Ireland Senior Football Championship 1893 fu l'edizione numero 7 del principale torneo di hurling irlandese. Cork batté Kilkenny in finale, ottenendo il terzo titolo della sua storia.

## Formato
Parteciparono 5 squadre, due per il Leinster e tre per il Munster. Le vincitrici dei tornei provinciali si sarebbero incontrate nella finalissima All-Ireland.

## Torneo
Leinster Senior Hurling Championship
| Finale | Kilkenny | – | Dublin |  |

Munster Senior Hurling Championship
| Semifinale | Cork | – | Kerry |  |

| 5 novembre 1893 Finale | Cork | 5-3 – 0-0 | Limerick | Charleville |

All-Ireland Senior Hurling Championship
| Dublino 21 giugno 1894 Finale | Cork                | 6-8 – 0-2 | Kilkenny | Phoenix Park (c.1,000 spett.)\| Arbitro: \| J.J. Kenny (Dublin) \| |
| Arbitro:                      | J.J. Kenny (Dublin) |           |          |                                                                    |

- La finale fu la prima occasione in cui Kilkenny e Cork si incontrarono. Entrambe sarebbero diventate due superpotenze, tuttora infatti risultano le squadre più titolate della competizione (34 successi per Kilkenny e 30 per Cork).
- Cork fu la prima squadra a vincere per due volte consecutive il torneo.